# Gagea goljakovii
Gagea goljakovii (лат.) — вид травянистых растений рода Гусиный лук (Gagea) семейства Лилейные (Liliaceae).
Вид назван в честь исследователя флоры Якутии и Алтая Павла Владимировича Голякова.

## Ботаническое описание
Растения одиночные и в немногочисленных группах, невысокие, 6—10 см высотой, коротко-щетинистые в средней части растения. Луковица 4—6 мм в диаметре, полукаплевидная, покрыта тонкокожистыми, раскалывающимися, бурыми, продолженными в короткую (1—1,5 см) шейку оболочками. Вегетативные луковички в немногочисленной группе, 1—3 мм длиной, луковицевидные (часто изогнутые), с верхним прикреплением, серые или серовато-черные, морщинистые, базальная не выделяется, образуются в ювенильной стадии, в генеративной — отсутствуют.
Цветонос 3—6 см, в сечении округлый, со слабо выраженным ребром, около 1 мм в диаметре, над почвой короткощетинистый, очереднолистный, с метельчатым, коротким, 2—3 цветковым соцветием. Прикорневой лист один, в 1,5—2 раза длиннее соцветия, линейный, 1—1,5 мм шириной, в сечении желобчато-округлый, полый, над почвой короткощетинистый. Стеблевые листья малочисленные, уменьшающиеся в размерах; нижний стеблевой прикорневого происхождения, намного длиннее соцветия, линейный, 1,5—2,5 мм шириной, в сечении широколадьевидный. Листочки околоцветника 10—11 мм длиной, 2—3 мм шириной, ланцетные, притупленные, внутри желтые, снаружи пурпурово-зеленые, внутренние широко светло-окаймленные, короче наружных. Пыльники желтые, линейные, до 3 мм длиной, вскрывшиеся овальные, около 1 мм. Завязь продолговатая, сидячая, столбик короче завязи, рыльце головчатое.

### Родство
От гусиного лука малоцветкового (Gagea pauciflora Turcz. ex Ledeb.) отличается малыми размерами всех органов, не удлиняющимися после цветения цветоножками, головчатым рыльцем.

## Распространение
Эндемик Курайской степи (Алтай): Республика Алтай.